# 로랑 불지
로랑 불지(Laurent Voulzy, 1948년 12월 18일~ )는 프랑스의 가수이자 작곡가이다. 프랑스 파리 출신으로 본명은 뤼시앵 불지이다. 대표적인 노래로는 Bubble Star가 대표적이다.